# Racine et radical (linguistique)
Pour les articles homonymes, voir Radical et Racine.
En linguistique, les termes « racine » et « radical » sont associés. Certains linguistes y voient même des synonymes, d’autant plus qu’en anglais on utilise le terme root comme équivalent des deux, Crystal 2008 mentionnant que le terme radical est parfois utilisé au lieu de root. En effet, les deux termes ont en commun de se référer à un élément de base du mot, dépourvu de tout affixe, dans les langues flexionnelles et les langues agglutinantes. Cependant, au XXIe siècle, les deux termes sont distingués dans la terminologie linguistique française selon certaines caractéristiques de l’élément de mot en question. De plus, chacun des deux termes continue d’avoir plusieurs interprétations.

## Interprétation diachronique
Pour certains linguistes, le terme « racine » se réfère à l’histoire des mots, à leur étymologie. La notion de racine a une grande importance dans les études diachroniques visant à reconstituer le proto-indo-européen. Dans ces études, la racine est l’élément de base, le plus ancien de l’histoire d’un mot, reconstitué par la comparaison de ses correspondants dans les langues indo-européennes, en tenant compte de lois phonétiques spécifiques. On est arrivé, par exemple, à la conclusion que le mot sanscrit parayati « mener à travers », celui du grec ancien peirein « passer à travers », le mot latin portare « porter », l’arménien hordan « avancer », le slave ancien pariti « voler », l’ancien anglais faran « aller, voyager » et beaucoup d’autres mots ont tous pour base la racine proto-indo-européenne *per-, dont le sens est « mener quelque part, passer à travers ».
La distinction entre racine et radical apparaît déjà dans l’étude des racines indo-européennes. Une telle racine est un symbole hypothétique qui exprime une certaine notion, constitué de deux consonnes, par exemple. La racine est débarrassée de tous les éléments de flexion ou de formation des mots (affixes, etc.), étant irréductible sous cette forme. Une racine de deux consonnes apparaît dans les mots complétée par une voyelle qui diffère dans des variantes de la racine appelées « radicaux ». Ceux-ci servent de base à la flexion. Par exemple, la racine g e/o n exprimant la notion d’engendrer et de naissance, se réalise par les radicaux gen, gon, gn, etc., le premier apparaissant dans le verbe français engendrer. Bussmann 1998, en utilisant le terme (en) root, mentionne que les mots cités dans le paragraphe précédent ont à la base les éléments *per- ou *par-, qui seraient donc des radicaux dans la terminologie française.

## Interprétations synchroniques
Le terme « racine » est aussi utilisé dans la linguistique concernant les langues sémitiques actuelles. C’est en général un ensemble de trois consonnes, et la flexion, appelée « interne » dans ce cas, ainsi que, en partie, la formation de mots, consiste en le changement des voyelles qui se trouvent entre ces consonnes. En arabe, par exemple, la racine k-t-b représente la notion « écriture » et sert à former des mots tels kataba « a écrit », kātib « scribe, écrivain », kitāb « document écrit, livre », kutub « livres ».
La distinction entre racine et radical existe dans une interprétation synchronique également, le terme « radical » dénommant une des formes prises par une racine. Celle-ci serait l’élément irréductible, commun à tous les membres d’une même famille de mots appartenant à une langue ou à une famille de langues. Elle est obtenue après élimination de tous les affixes, et elle porte le sens essentiel, commun à tous les mots constitués avec elle, étant la forme abstraite servant de base de représentation à tous les radicaux qui en sont les manifestations. Il y aurait, par exemple, une racine /ven/ avec deux radicaux, ven- et vien-, qui se réaliseraient à la suite de l’ajout de divers affixes, le premier dans venir, venons, etc., le second dans vienne, viennent, etc. Des mots de langues différentes pourraient aussi avoir une racine commune qui se réaliserait par des radicaux différents dans ces langues, comme la racine /chant/, avec le radical chant-, dans le verbe chanter hérité du latin et ses formes, et le radical cant- dans cantatrice, par exemple, mot italien emprunté par le français. Une racine peut aussi avoir un seul radical, les deux se confondant alors.
Le terme « radical » a d’autres interprétations synchroniques encore, non rapportées à la notion de racine.
Dans l’une d’elles, le radical serait une base à laquelle on peut ajouter des affixes grammaticaux. Le radical serait donc un mot indépendant ou un segment de mot sans aucun affixe ou seulement avec un ou plusieurs affixes lexicaux,.

### Le radical en tant que base élémentaire
Le plus souvent, dans les études synchroniques, le radical est la forme de base d’un mot qui n'est pas analysable sans la perte totale de son identité, autrement dit, ce qui reste d’un mot après que tous ses affixes, aussi bien grammaticaux que lexicaux, ont été enlevés. Du point de vue morphologique, c’est un morphème, tout comme les autres éléments du mot, les affixes. Le radical est commun à toutes les formes grammaticales d’un mot et à tous les mots qui constituent une famille de mots.
Ainsi, le radical est la base élémentaire de la flexion (dans les langues flexionnelles) et de l’ajout d’affixes (dans les langues agglutinantes), qu’il s’agisse de l’expression des rapports grammaticaux ou de la formation de mots.
En anglais, par exemple, langue flexionnelle, play- est un radical et en même temps le verbe play à l’infinitif (« jouer ») et à cinq formes personnelles du présent simple, ainsi que le nom signifiant jeu. On en forme, par ajout du morphème suffixe dérivationnel -er, le nom player « joueur », puis, par ajout du morphème désinence -s, la forme de pluriel players « joueurs ».
Toujours en partant de radicaux, on réalise la flexion interne, qui joue un rôle très important dans les langues sémitiques, comme l'arabe (voir plus haut), et qui conserve un certain rôle dans bon nombre de langues indo-européennes, comme dans une certaine mesure en anglais (man « homme » – men « hommes » ; write « écrire » au présent simple hors 3sg – wrote au passé simple) et, dans une moindre mesure, en français : peut – put, sait – sut, prend – prit, met – mit.
Dans une langue agglutinante, comme le hongrois, au radical ház-, morphème unique dans le mot ház « maison », par ajout des suffixes dérivationnels -as, -ság, et grammaticaux -a, -i, -m et -ról, on obtient le mot házasságaimról « au sujet de mes mariages ».
Par composition aussi, on peut obtenir des mots nouveaux à partir de deux radicaux, par exemple (fr) chou-fleur, (en) blackbird « merle » (littéralement « oiseau noir »).

#### Le sens du radical
Certains radicaux ont un sens notionnel, lexical. Ce sens est directement intelligible dans le cas du radical du nom, du verbe et de l’adjectif et indirectement intelligible dans celui du radical du pronom. Ont un sens non lexical mais grammatical les radicaux des conjonctions, des prépositions, des postpositions, radicaux qui sont en même temps des mots invariables. D’autres radicaux, généralement des mots invariables aussi, ont un sens pragmatique ou modal. Tels sont les interjections et les mots pris en compte en tant qu’adverbes dans certaines grammaires, comme celles du français ou du roumain, dont certains sont considérés comme des mots de natures à part, appelés modalisateurs et/ou particules, dans d’autres grammaires, comme celles du hongrois.

#### La forme du radical
Dans certaines grammaires, on considère qu’il y a des radicaux à forme unique et d’autres à deux ou plusieurs variantes. Dans le cas des derniers, l’une des formes est typique, abstraite, appelée invariante. Celle-ci représente le morphème radical et on considère qu’il a autant de réalisations qu’il y a des formes, appelées variantes ou allomorphes,. Cette distinction est analogue avec celle entre phonème et allophone en phonologie, et elle correspond à celle entre racine et radical présente dans Dubois 2002 (voir plus haut).
Entre les variantes d’un radical il y a ce qu’on appelle des alternances phonétiques (vocaliques et consonantiques). Certaines variantes sont appelées combinatoires, c’est-à-dire causées par l’ajout d’affixes, étant de nature morphophonologique. Il y a plusieurs sortes de telles alternances, en fonction aussi de la langue donnée :
- entre variantes d’une voyelle (par exemple brève ~ longue) : (fr) dites [dit] ~ disent [diːz][15], (hu) víz [vːz] « eaux » ~ vizek ['vizɛk] « eaux »[21] ;
- entre voyelles différentes : (fr) répéter ~ il/elle répète[15], (ro) fată « fille » ~ fete « filles »[22] ;
- entre une voyelle et une diphtongue : (ro) negru « noir » ~ neagră « noire »[22] ;
- entre une voyelle et une consonne : (sr) beo « blanc » ~ bela « blanche »[23] ;
- entre une voyelle et son absence : (sr) borac « combattant » ~ borcu « au combattant » (cas datif)[24], (hu) bokor « buisson » ~ bokrok « buissons »[20] ;
- entre deux consonnes : (fr) neuf ~ neuve[15], (ro) pot « je peux » ~ poți « tu peux »[22] (sr) Srbija « Serbie » ~ srpski « serbe » (adjectif)[25] ;
- entre deux groupes de consonnes : (ro) muscă ['muskə] « mouche » ~ muște ['muʃte] « mouches »[22] ;
- entre une consonne et son absence : (fr) ils/elles battent ~ il/elle bat[15] ;
- alternance vocalique et consonantique concomitantes : (ro) carte ['karte] « livre » ~ cărți ['kərt͡sʲ] « livres »[22] ;

La flexion interne aussi peut être considérée comme un système d’alternances vocaliques.

#### Radical libre et radical lié
Certains radicaux sont des morphèmes libres et donc peuvent constituer des mots par eux-mêmes et remplir ainsi leur rôle dans la phrase. D’autres radicaux, n’ayant pas cette caractéristique, sont des morphèmes liés, tout comme les affixes. Entre le caractère totalement libre et totalement lié des radicaux, il y des nuances :
- Un radical nécessairement libre ne peut pas recevoir d’affixes. Tel est le radical des adverbes, des conjonctions et des prépositions en français, par exemple.
- Un radical potentiellement libre peut recevoir des affixes, mais peut aussi remplir une fonction syntaxique sans en avoir aucun. Tels sont, en hongrois, par exemple, les adverbes qui peuvent avoir des degrés de comparaison : fent « en haut » – fentebb « plus haut ».
- On considère comme relativement libre le radical de la plupart des verbes, des noms et des adjectifs. Un tel radical peut fonctionner seulement avec au moins un affixe, mais celui-ci peut être ∅ (zéro). Un tel affixe exprime un trait grammatical ou plusieurs par son absence justement. En hongrois, par exemple, la forme fut est en même temps un radical verbal et la forme de la troisième personne du singulier de l’indicatif présent du verbe en question, signifiant « il/elle court », forme verbale marquée par la désinence ∅, ce qui est d’ordinaire le cas pour les radicaux verbaux en hongrois.
- Un radical lié ne peut pas constituer un mot à lui tout seul. C’est souvent une variante d’une série de variantes, dont l’une est la principale, relativement libre. Par exemple, le radical verbal (hu) tesz- est relativement libre et peut être la forme tesz « il/elle met » de la troisième personne du singulier de l’indicatif présent, mais il a des variantes liées dans des formes comme tettem « j’ai mis » et tégy « tu mettes, mets ! ». Il y a aussi des radicaux à variantes qui sont toutes liées. En hongrois, c’est le cas des verbes qui ont une désinence effective à la troisième personne du singulier de l’indicatif présent : eszik « il/elle mange ». Son radical, esz- doit être lié, ainsi que ses variantes dans ettem « j’ai mangé » et evett « il/elle a mangé ».

Il y a aussi des radicaux liés qui n’ont qu’une seule forme. Tel est le cas, en hongrois, des radicaux verbaux appelés « fictifs », auxquels on doit ajouter au moins un suffixe non désinentiel pour qu’ils soient des mots. Par exemple, le verbe forgat « il/elle fait tourner » est formé du radical fictif et lié for-, avec le suffixe -gat et la désinence ∅.
Un exemple anglais de radical lié à forme unique est -ceive, qui (comme -cevoir en français) ne peut constituer des mots qu’avec des préfixes : receive « recevoir », conceive « concevoir », deceive « tromper ».

## Sources bibliographiques
- (hu) A. Jászó, Anna, « Általános ismeretek a nyelvről és a nyelvtudományról » [« Connaissances générales sur la langue et la linguistique »], A. Jászó, Anna (dir.), A magyar nyelv könyve [« Le livre de la langue hongroise »], 8e édition, Budapest, Trezor, 2007  (ISBN 978-963-8144-19-5), p. 11-72 (consulté le 25 février 2019)

- (ro) Bidu-Vrănceanu, Angela et al., Dicționar general de științe. Științe ale limbii [« Dictionnaire général des sciences. Sciences de la langue »], Bucarest, Editura științifică, 1997  (ISBN 973-440229-3) (consulté le 25 février 2019)

- (en) Bussmann, Hadumod (dir.), Dictionary of Language and Linguistics [« Dictionnaire de la langue et de la linguistique »], Londres – New York, Routledge, 1998  (ISBN 0-203-98005-0) (consulté le 25 février 2019)

- (ro) Constantinescu-Dobridor, Gheorghe, Mic dicționar de terminologie lingvistică [« Petit dictionnaire de terminologie linguistique »], Bucarest, Albatros, 1980

- (ro) Constantinescu-Dobridor, Gheorghe, Dicționar de termeni lingvistici [« Dictionnaire de termes linguistiques »], Bucarest, Teora, 1998 ; en ligne : Dexonline (DTL) (consulté le 25 février 2019)

- (en) Crystal, David, A Dictionary of Linguistics and Phonetics [« Dictionnaire de linguistique et de phonétique »], 4e édition, Blackwell Publishing, 2008  (ISBN 978-1-4051-5296-9) (consulté le 15 avril 2023)

- Dubois, Jean et al., Dictionnaire de linguistique, Paris, Larousse-Bordas/VUEF, 2002 (consulté le 15 avril 2023)

- (fr) Fiodorov, V. A., Теоретическая фонетика французского языка. Учебно-методическое пособие для вузов [« Phonétique théorique du français. Moyen d’enseignement pour les universités »], Centre de publication et imprimerie de l’Université d’État de Voronej, 2008 (consulté le 15 avril 2023)

- Grevisse, Maurice et Goosse, André, Le Bon Usage. Grammaire française, Bruxelles, De Boeck Université, 2007, 14e édition,  (ISBN 978-2-8011-1404-9) (consulté le 15 avril 2023)

- (en) Harper, Douglas, Online Etymology Dictionary [« Dictionnaire étymologique en ligne »] (Etymonline) (consulté le 25 février 2019)

- (sr) Klajn, Ivan, Gramatika srpskog jezika [« Grammaire de la langue serbe »], Belgrade, Zavod za udžbenike i nastavna sredstva, 2005  (ISBN 86-17-13188-8) (consulté le 15 avril 2023)

- (hu) Laczkó, Krisztina, « Alaktan » [« Morphologie »], Keszler, Borbála (dir.), Magyar grammatika [« Grammaire hongroise »], Budapest, Nemzeti Tankönyvkiadó, 2000  (ISBN 978-963-19-5880-5), p. 35-64 (consulté le 25 février 2019)

- (hu) Siptár, Péter, « 2. fejezet – Hangtan » [« 2e chapitre – Phonétique et phonologie »], Kiefer, Ferenc (dir.), Magyar nyelv [« La langue hongroise »], Budapest, Akadémiai Kiadó, 2006  (ISBN 963-05-8324-0), p. 14-33 (consulté le 15 avril 2023)